# Yucheng (köpinghuvudort i Kina, Zhejiang Sheng, lat 30,54, long 120,85)
Yucheng är en köpinghuvudort i Kina. Den ligger i provinsen Zhejiang, i den östra delen av landet, omkring 73 kilometer nordost om provinshuvudstaden Hangzhou. Antalet invånare är 25 138. Befolkningen består av 12 542 kvinnor och 12 596 män. Barn under 15 år utgör 11,0 %, vuxna 15-64 år 76 %, och äldre över 65 år 11,0 %.
Närmaste större samhälle är Wangdian, 16,4 km nordväst om Yucheng. Trakten runt Yucheng består till största delen av jordbruksmark.
Genomsnittlig årsnederbörd är 1 912 millimeter. Den regnigaste månaden är juni, med i genomsnitt 316 mm nederbörd, och den torraste är november, med 74 mm nederbörd.